# Victor Heymann
Victor Heymann (geboren am 2. April 1842 in Braunschweig; gestorben am 22. November 1926 ebenda) war ein deutscher Jurist. Er wurde 1908 der erste jüdische Notar im Herzogtum Braunschweig.

## Leben
Der einzige Sohn des Bankiers Daniel Heymann (1800–1885) und dessen Ehefrau Rebecka Bertha, geb. Oppenheimer (1816–1848) wurde 1867 Anwalt und 1892 Justizrat. Im Jahre 1908 wurde ihm als erstem jüdischen Juristen im Herzogtum Braunschweig durch den Regenten Johann Albrecht das Notariat erteilt. In den Jahren von 1875 bis 1890 war Heymann Stadtverordneter und von 1889 bis 1919 unbesoldeter Stadtrat. Er setzte sich in der Stadtverordnetenversammlung erfolgreich gegen vielfachen Widerstand für den Wiederaufbau der Burg Dankwarderode ein, der schließlich ab 1887 erfolgte. Heymann war bis 1923 als Anwalt tätig. Er war Vorsitzender der Anwaltskammer für das Land Braunschweig.
Heymann starb 1926 in Braunschweig. In einem Nachruf wurde er als ältester noch tätig gewesener Rechtsanwalt Deutschlands bezeichnet. Sein Grab befindet sich auf dem Neuen Jüdischen Friedhof an der Helmstedter Straße in Braunschweig.

## Familie
Heymann war mit Pauline, geb. Ramdohr, einer Christin, verheiratet. Sie starb 1874 bei der Geburt des Sohnes und späteren Oberlandesgerichtsrates Rudolf († 1947), der christlich getauft wurde. Seine zweite Ehefrau wurde die 1853 geborene Hamburger Bankierstochter Adele, geb. Jonas, die 1943 im KZ Theresienstadt starb. Die Tochter Bertha (1884–1942) wurde Malerin, erhielt zur Zeit des Nationalsozialismus Ausstellungs- und Malverbot und starb in einem KZ im Osten. Heymann war ein Cousin des bedeutenden Unternehmers Max Jüdel.